# Papilio chrapkowskoides
Espèce
Papilio chrapkowskoides est une espèce de lépidoptères (papillons) de la famille des Papilionidae. Cette espèce est présente en Afrique subsaharienne.

## Systématique
L'espèce Papilio chrapkowskoides a été décrite pour la première fois en 1952 par l'entomologiste Luciano Storace (d) dans la revue Lambillionea .